# Дальневосточный государственный технический университет

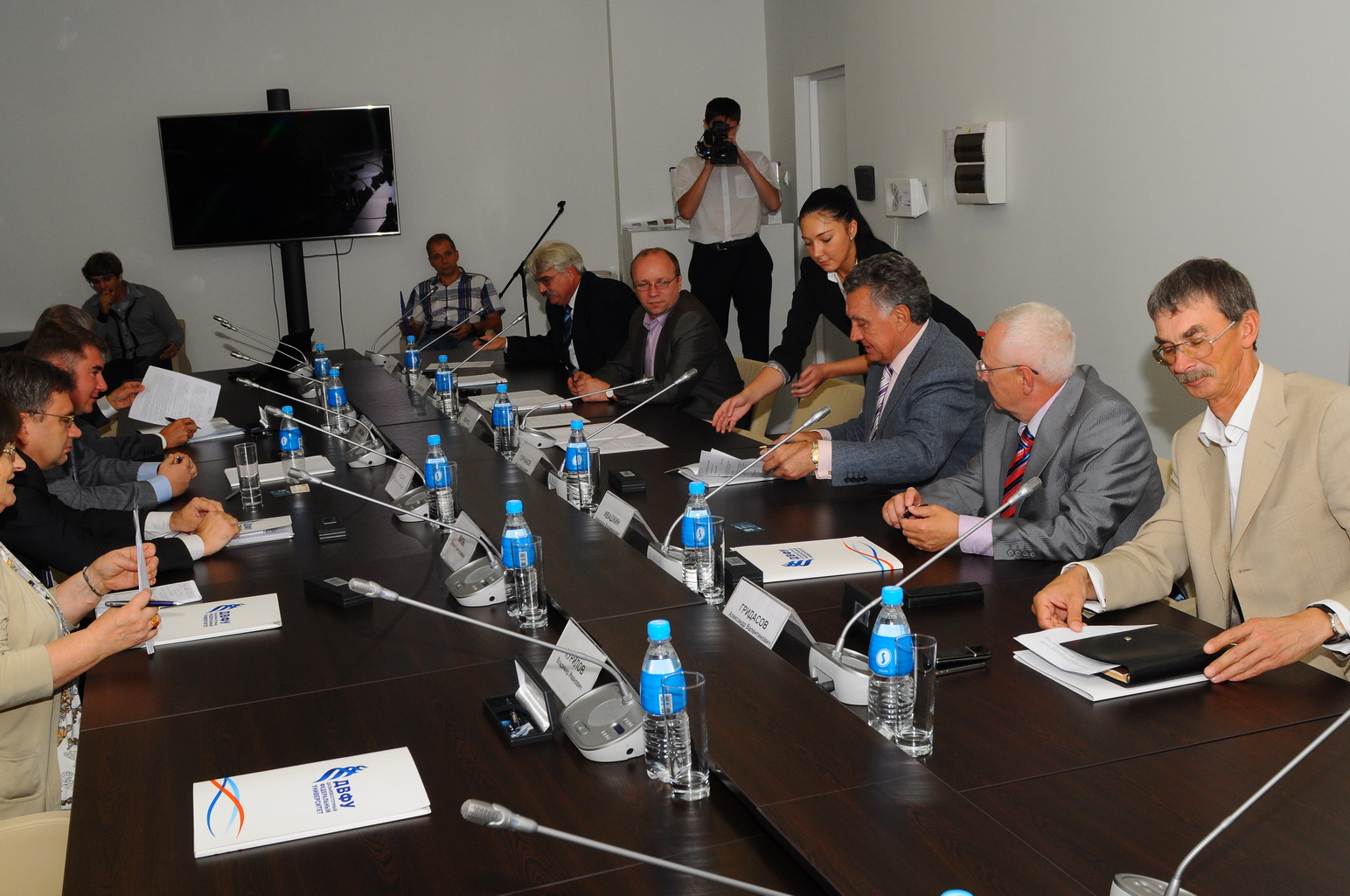
Заседание Совета Ассоциации

Дальневосточный государственный технический университет — высшее учебное заведение, располагавшееся во Владивостоке. В 2010 году было решено преобразовать ДВГТУ путём присоединения к Дальневосточному федеральному университету, в состав которого ДВГТУ и включён в 2011 году (в основном в Инженерную школу и Школу естественных наук).

## История
Как и другие вузы Дальнего Востока России, ДВГТУ ведёт свою историю от Восточного института, в бывшем здании которого и расположен его главный корпус.
Во второй половине XIX века Дальний Восток и прежде всего его южные районы оказались в центре активных международных военно-политических процессов и активного народозаселения. Отмена крепостного права в России в 1861 году и окончательное закрепление южных границ (Пекинский договор 1860 года), а также установление русскими моряками военных постов на Тихоокеанском побережье (Николаевск, Владивосток и др.) предопределили эпоху массовых переселений крестьян на Восток. 26 марта 1861 года решением российского правительства Амурская и Приморская области были объявлены открытыми для заселения крестьянами и предприимчивыми людьми всех сословий. Колонизация этих обширных территорий определялась как национальными хозяйственно-экономическими интересами, так и возникшей необходимостью военно-политической защиты осваиваемых территорий. Активное военное обустройство побережья и казачьих поселений предопределили добровольное и принудительное переселенческое движение россиян на Восток.
Активизация дальневосточных внутрихозяйственных и внешнеполитических процессов обусловила острую потребность в квалифицированных востоковедах и административных служащих и военных чинах с хорошим знанием восточных языков для работы в торговых представительствах, таможнях, транспортных конторах и органах правопорядка и охраны границ.
Вопрос о необходимости создания на российском Дальнем Востоке коммерческих и иных образовательных учреждениях поднимался уже в 1902 году, когда Владивостокский биржевой комитет заявляет о целесообразности открытия коммерческого училища высшего типа, для развивающихся предприятий промышленности, транспорта и торговли. И такое училище было открыто в 1913 году (Для него было построено отдельное здание — ныне ул. Суханова, 8).
Вновь вопрос об открытии политехнического учебного заведения, где давались бы экономические знания о крае, был поднят при подготовке к 50-летию г. Владивосток и в 1911 году биржевые комитеты Благовещенска и Владивостока обращаются с соответствующим ходатайством к Приамурскому генерал-губернатору о «желательности» его открытия. Но до этот запрос не нашёл должного решения, а начавшаяся Мировая война и вовсе его отложила до 1916 года.
К 1916 году в среде инженерной и творческой интеллигенции сформировалась идея об учреждении во Владивостоке технического университета. В докладной записке, направленной в министерство народного просвещения, приводились убедительные цифры роста населения города и края, промышленности, товарооборота порта, железных дорог. В университете предполагались, среди других, естественно-научный и экономический факультеты, готовящие специалистов для исследования и использования природных богатств края.
В начале 1918 года во Владивостоке возникло две группы заинтересованных лиц в создании в городе технического учебного заведения. Первая — союз инженеров, вторая — инициативная группа общественности (общество изучения Амурского края, Русское техническое общество, профессура Восточного института). Вначале они действовали раздельно. Но поставленная цель объединила их усилия. В июле 1918 года было созвано особое собрание, на которое были приглашены: группа союза инженеров, инициативная группа, представители учебных заведений и многих городских организаций. В результате собрания были приняты два важных решения: положено начало основанию Дальневосточного общества содействия развитию высшего образования (ДОСРВО), как юридического лица, и второе — обоснован тип будущего нового учебного заведения — высший политехникум. Была также поставлена задача открыть новое учебное заведение к осени 1918 года во Владивостоке.
Благодаря большой работе, проделанной членами ДОСРВО, уже с 1 ноября 1918 года на базе экономического отделения Восточного института начал функционировать Владивостокский политехникум в составе первого курса двух факультетов: технического и экономического. В 1918 году были зачислены на первый курс 310 студентов. Преподавательский состав состоял из 23 человек, частью местных сил, частью прибывших из Европейской России и Западной Сибири.
В 1918—1919 учебном году действовал только первый курс. Во главе учебного процесса стоял Совет политехникума, в который входили все преподаватели и представители правления ДОСРВО.
Средства на содержание политехникума общество получало из пожертвований ряда фирм, частных лиц и субсидий общественных организаций и учреждений. Как частное учебное заведение политехникум проработал год и на его деятельность было затрачено 500 тысяч рублей. Поэтому денежное положение ДОСРВО ухудшилось. На объединённом собрании правления общества и политехникума был рассмотрен вопрос о выделении с 1 июля 1919 года учебного заведения в самостоятельную административно-хозяйственную единицу, с переименованием его во Владивостокский политехнический институт, прекращением его содержания с начала второго учебного года (1919—1920), а также переносом расходов на счёт казённых ассигнований.
25 сентября 1919 года Совет Министров Российского государства принял постановление о Владивостокском политехническом институте (ВПИ), который оставался частным, то есть в значительной степени на попечении местных общественных организаций. В постановлении говорилось: «Отпустить Министерству торговли и промышленности для выдачи пособия Владивостокскому политехническому институту на 1919 год 500 тысяч рублей, на ремонт казарм на Русском острове — 1 миллион рублей».
Положение института в этот период было тяжёлым. Во-первых, летом 1919 года его лишили помещений в Шефнеровских казармах и занятия проводили в помещениях Зелёной гимназии. Во-вторых, при мобилизации было призвано значительное число студентов и их число к началу 1919 года упало до 150 человек и лишь к концу года с поражением Русской армии возросло до 600 человек. Но преподавательский состав усилился и увеличился до 33 человек, так как осенью (12 июля) 1919 года во Владивосток эвакуировался Уральский горный институт.
На первых порах оборудованы были для занятий только учебные аудитории. Для студентов было открыто общежитие на 48 человек и в том же помещении дешёвая столовая.
С сентября 1919 года политехникум был преобразован в частный Владивостокский политехнический институт и состоял из 4-х факультетов. Положение о Владивостокском политехническом (1919 г.) определяло следующую его организационную структуру:
1. Владивостокский политехнический институт есть высшее учебное заведение, имеющее целью сообщить учащимся в нём высшее специальное образование.
2. Институт состоит из четырёх факультетов: механического, инженерно-строительного, горного и экономического, разделяющихся на отделения и подотделы по специальностям.
3. Институт состоит в ведении министерства торговли и промышленности по учебному отделу.

Из приложения № 1 к Положению об институте его структурная схема выглядела следующим образом:
| Факультеты             | Отделения                                                                     | Подотделы |
| ---------------------- | ----------------------------------------------------------------------------- | --- |
| Механический           | Железнодорожное Машиностроительное Мукомольное Холодильное Электротехническое | |
| Инженерно-строительный | Архитектурное Железнодорожное Земско-городское Инженерно-мелиоративное        | |
| Горный                 | Геологическое Металлургическое Рудничное                                      | |
| Экономический          | Коммерческое Экономическое                                                    | Коммерческий Педагогический Промышленный Административный Банково-страховой Кооперативный Статистико-экономический |

Ещё ранее, декан экономического факультета Н. И. Кохановский ходатайствовал об организации административно-финансового или коммерческого отделения с подотделами: а) сельскохозяйственный; б) лесопромышленный; в) рыбопромышленный (Докладная Президиуму Владивостокского высшего политехникума. Из протокола заведения Совета экономического факультета от 17 декабря. РГИАДВ. ФР-117. Дело 8-9)
В конце лета 1919 года институт получил от Городской Думы согласие на предоставление участка в 30 десятин в Гнилом углу для постройки собственного здания. Но функционирование института на частные пожертвования становилось всё труднее.
17 апреля 1920 года постановлением Временного правительства Дальнего Востока и Приморской Земской управы Владивостокский политехнический институт объявлен государственным. Осенью институту были предоставлены казармы на Второй Речке. В это время его преподавательский состав насчитывал 32 человека: профессоров — 4, исполняющих должности профессора — 16, доцентов — 10, кандидатов в доценты — 2. В 1921—1922 учебном году в институте числилось 419 студентов из них 214 — вновь принятых.
Хозяйственным комитетом и администрацией политехнического института за 1920—1921 годы была проделана большая работа по организации и росту библиотеки, по приведению в должный порядок книгохранилища, составлены инвентарный, систематический и алфавитный карточные каталоги. К 1921 году институт уже располагал своей типографией, где печатались учебники и учебные пособия, подготовленные преподавателями института и Владивостокскими учёными. В 1923—1924 годы их было издано более тридцати.
Приказом Приморского военно-революционного комитета от 27 декабря 1922 года Владивостокский государственный политехнический институт перешёл в подчинение губернского отдела народного образования. 24 января 1923 года по постановлению Дальревкома политехнический и педагогический имени К. Д. Ушинского институты были объединены в Государственный Дальневосточный университет в составе четырёх факультетов: восточного, общественных наук, политехнического (переименованного в том же году в технический) и рабочего.
Государственный Дальневосточный университет (ГДУ) был учреждён 17 апреля 1920 года постановлением Правительства Приморской областной земской управы № 220 на базе Восточного института (ВИ) и существовавших во Владивостоке частных факультетов: историко-филологического и юридического, а также экономического факультета частного Владивостокского политехнического института. Во временном положении о ГДУ от 17 апреля 1920 года было закреплено (п. 1б): «Существующие во Владивостоке частные факультеты: историко- филологический в составе первых двух курсов, юридический в составе одного курса, в также экономический факультет частного Владивостокского политехнического института включаются в состав Дальневосточного университета с присвоением им прав факультетов государственных университетов, причем юридический и экономический факультеты сливаются в один факультет общественных наук с соответствующими отделениями».
Следуя исторической точности, стоит остановиться на факте ещё более ранней практики организации экономического образования во Владивостоке. Ещё в 1898 году при рассмотрении проекта создания Восточного института (ВИ) министр финансов С. Ю. Витте требовал согласиться, что главной задачей Института должно стать подготовка торгово-промышленных деятелей, «чтобы выбор предметов, характер их преподавания и время, уделяемое на каждый из них, были приноровлены к этой задаче и чтобы на первом плане было поставлено преподавание общеэкономических знаний».
20 февраля 1930 года постановлением ВЦИК и НК РСФСР основан Дальневосточный политехнический институт (ДВПИ) имени В. В. Куйбышева на основе упразднённого ГДУ. В 1970 году, тогда ещё ДВПИ имени Куйбышева, был награждён орденом Трудового Красного Знамени.
В 1992 году получил статус университета и стал Дальневосточным государственным техническим университетом. В 2010—2011 годах включён в состав ДВФУ.
ДВГТУ осуществлял подготовку бакалавров, инженеров, магистров на очных и заочных отделениях. В аспирантуре и докторантуре по состоянию на начало 2006 года обучалось более 200 человек по 63 специальностям.
Профессорско-преподавательский состав ВУЗа состоял из более чем 800 человек:
- около 150 профессоров и докторов наук;
- более 100 академиков, действительных членов и членов-корреспондентов РАМН, российских и зарубежных академий наук,
- 450 кандидатов наук и доцентов;
- свыше 50 лауреатов государственных премий, заслуженных деятелей и заслуженных работников России.

## Структура

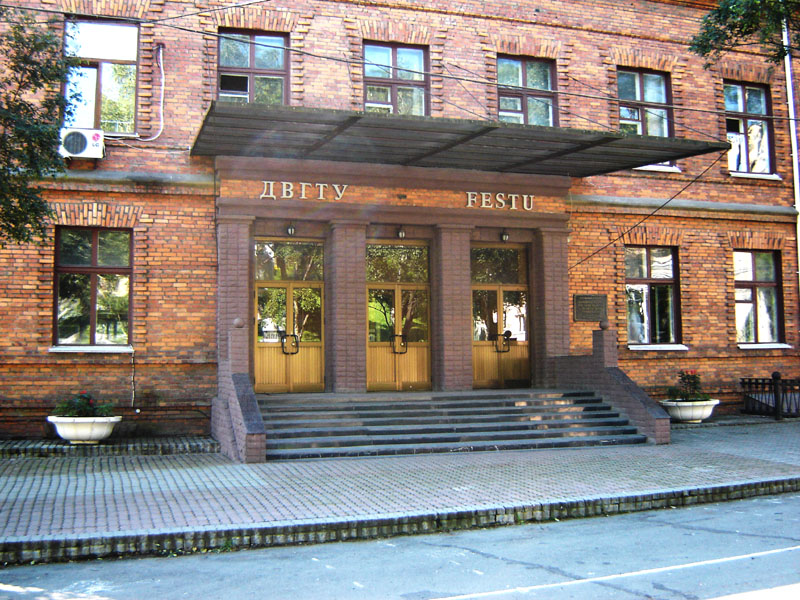
Центральный вход в университет

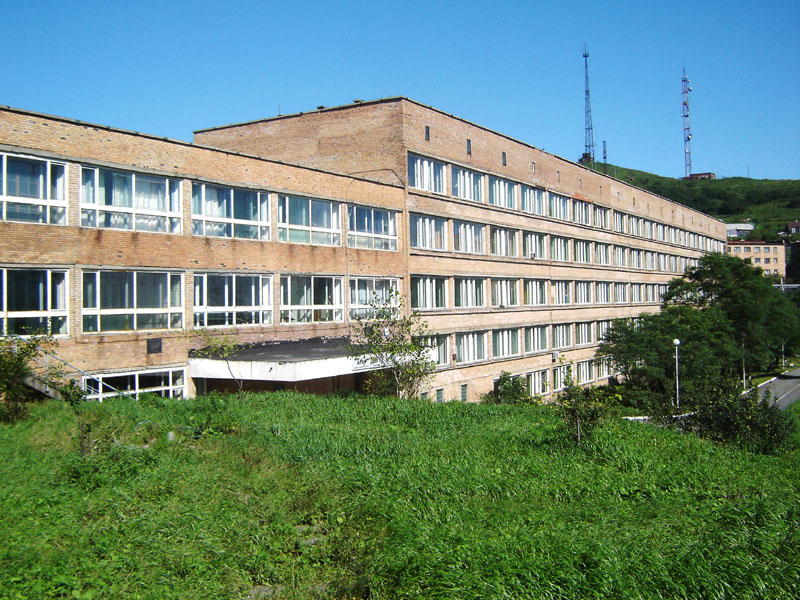
Здание ИРИЭТ

Университет по состоянию на конец 2009 года включал в себя 15 институтов:
- Восточный институт (ВИ)
- Военно-морской инженерный институт (ВМИИ)
- Горный институт (ГИ)
- Гуманитарный институт (ГУМИ)
- Естественно-научный институт (ЕНИ)
- Инженерно-экономический институт (ИНЖЭКОН)
- Институт архитектуры, искусства и дизайна (АРХиД)
- Институт инженерной и социальной экологии (ИИСЭ)
- Институт механики, автоматики и передовых технологий (ИМАПТ)
- Институт нефти и газа (ИНиГ)
- Институт радиоэлектроники, информатики и электротехники (ИРИЭТ)
- Институт экономики и управления (ИЭУ)
- Кораблестроительный институт (КСИ)
- Строительный институт (СИ)
- Тихоокеанский институт политики и права (ТИПП)

Вуз имел филиалы в городах: Арсеньев, Артём, Большой Камень, Дальнегорск, Дальнереченск, Лесозаводск, Находка, Петропавловск-Камчатский, Спасск-Дальний, Южно-Сахалинск. Кроме того, имеются представительства в городах: Томск, Норильск, Цзиси (КНР), Сеул (Южная Корея).

## Ректор
3 мая 2007 года ректором университета был утверждён Анвир Амрулович Фаткулин. До него эту должность занимал Геннадий Петрович Турмов, который был назначен президентом ДВГТУ.

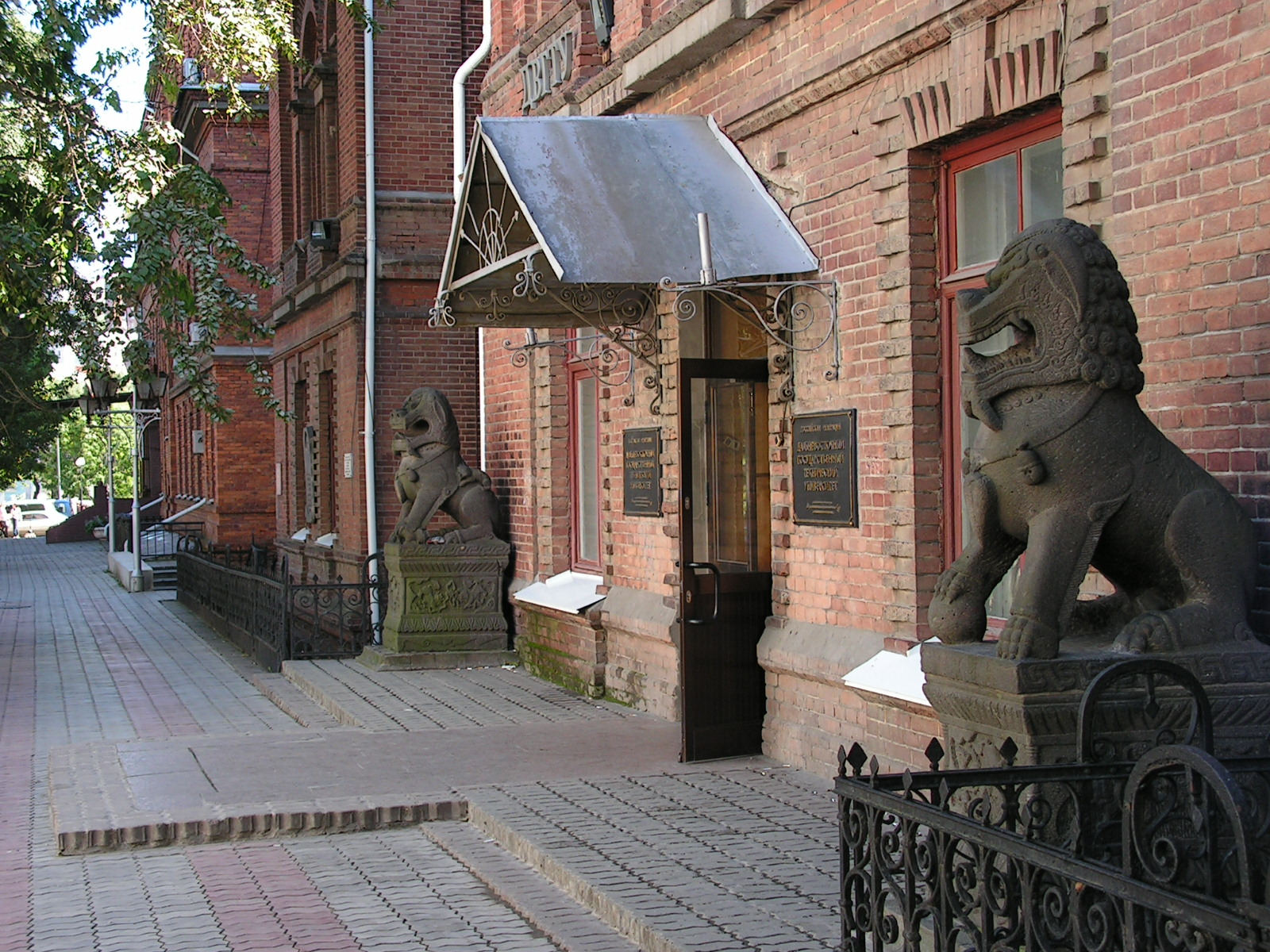
Львы у входа в главный корпус университета

## Ассоциация выпускников Инженерной Школы ДВФУ-ДВГТУ-ДВПИ

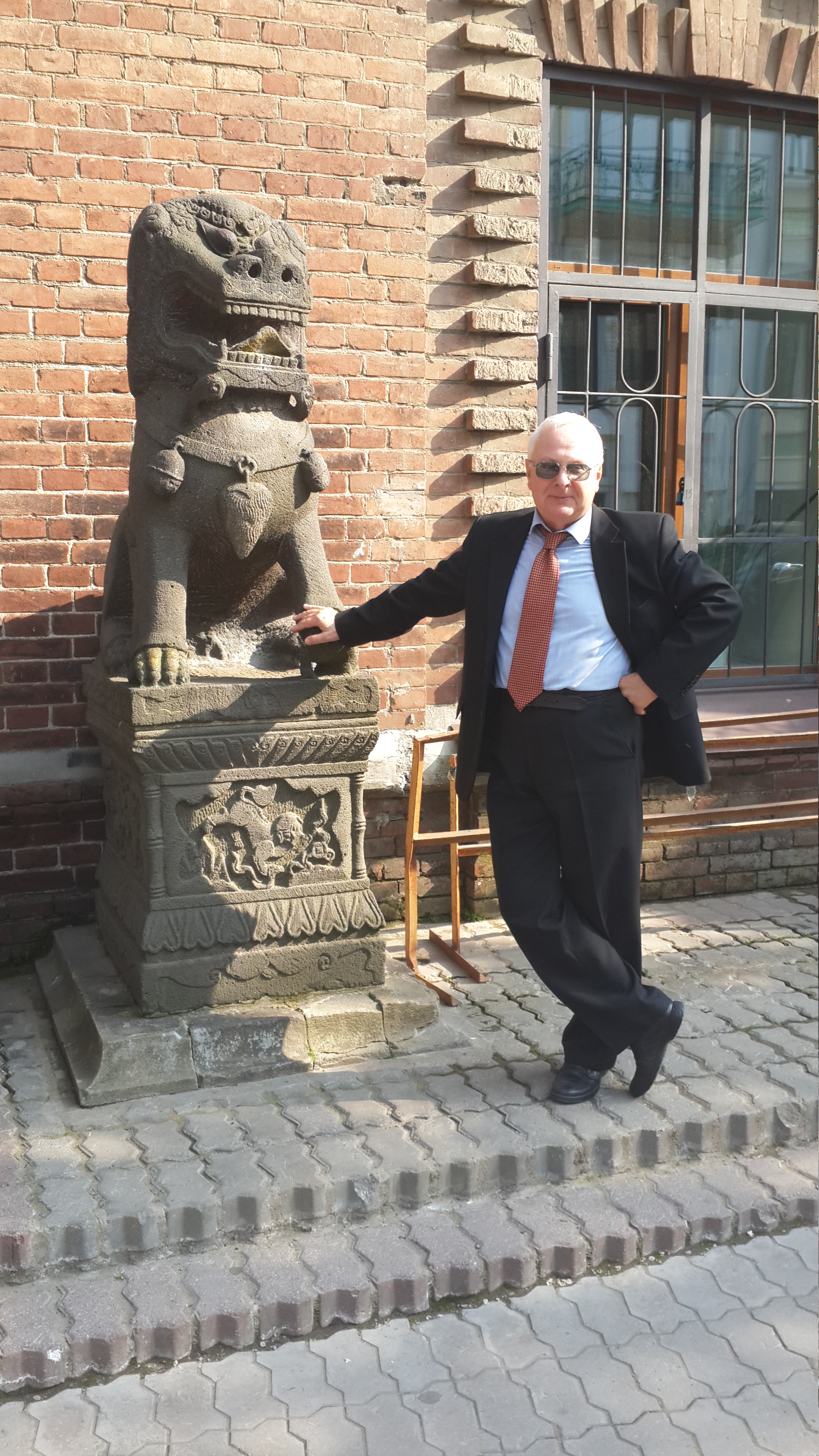
Александр Ивашкин — первый президент Ассоциации выпускников ДВГТУ-ДВПИ

4 октября 2010 года по основному юридическому адресу ДВПИ (Владивосток, ул. Пушкинская, 10) была зарегистрирована первая на Дальнем Востоке России Ассоциация выпускников ВУЗа под название «Ассоциация выпускников ДВГТУ-ДВПИ им. В. В. Куйбышева». В 2012 году Ассоциация выпускников была переименована и стала называться «Ассоциация выпускников Инженерной Школы ДВФУ-ДВГТУ-ДВПИ» (Primorsky public organization «Association of graduates of FEFU School of Engineering»). На начало 2018 года в Ассоциацию входило более 5700 выпускников ВУЗа. В марте 2021 года на должность Президента Ассоциации выпускников Инженерной Школы в четвёртый раз подряд на собрании организации был переизбран Александр Ивашкин. Учитывая большую и плодотворную работу Ассоциации выпускников Инженерной Школы по созданию и сплочению выпускников-политехников по просьбе Ректората ДВФУ в 2013 году костяк-учредителей Ассоциации выступили инициаторами создания «Межрегиональной общественной организации Ассоциация выпускников ДВФУ».
1 ноября 2018 года Инженерная школа ДВФУ отметила свой столетний юбилей.Огромную подготовительную и организационную работу по празднованию этой юбилейной даты взяла на себя Ассоциация выпускников. В частности к этой знаменательной дате Ассоциацией был подготовлен проект сценария празднования юбилея, а в Дальневосточном федеральном университете была организована регистрация и приглашение выпускников разных поколений для участия в юбилейных торжествах.

## Почётные доктора
- Вукобратович, Миомир (1995)

## Известные выпускники и студенты
- Агошков, Михаил Иванович — геолог, академик АН СССР, лауреат Сталинской премии и Государственной премии СССР, Герой Социалистического Труда.
- Мордухович, Абрам Ильич (1922—2013) — активный участник ВОВ. Почётный гражданин городов Биробиджан и Кладно.
- Плаксин, Игорь Николаевич — учёный-металлург, член-корреспондент АН СССР, дважды лауреат Сталинской премии.
- Пустынцев, Павел Петрович — конструктор подводных лодок, лауреат Ленинской премии, Герой Социалистического Труда.
- Рыкалин, Николай Николаевич — учёный-металлург, академик АН СССР, лауреат Государственной премии СССР.
- Сорванов Виктор Александрович — основатель приморского самбо, заслуженный тренер СССР
- Удовиченко Юрий Николаевич — директор Дальзавода с 1968 по 1989 год, награждён правительственными наградами: Орденом Ленина, Орденом Октябрьской революции, двумя Орденами Трудового Красного Знамени, Орденом Отечественной войны 2-й степени, медалями. В 1985 году было присвоено звание «Почётный гражданин г. Владивостока»[53][54][55][56].